# Osuch (województwo zachodniopomorskie)
Osuch – osada w północno-zachodniej Polsce, położona w województwie zachodniopomorskim, w powiecie gryfińskim, w gminie Gryfino nad rzeką Tywą przy drodze łączącej Chwarstnicę z Mielenkiem Gryfińskim.
W latach 1946–1998 miejscowość administracyjnie należała do województwa szczecińskiego.
W osadzie znajduje Stary Młyn – adaptowany na cele agroturystyczne dawny młyn wodny na Tywie. Obok młyna liczne stawy hodowlane z przygotowanymi łowiskami.